# Рябич Дмитро Миколайович
Дмитро́ Микола́йович Ря́бич — солдат Збройних Сил України, учасник російсько-української війни, що загинув у ході російського вторгнення в Україну в 2022 році.

## Життєпис
Дмитро Рябич народився 28 липня 1986 року в селі Куторжисі Хорольського району на Полтавщин. Після закінчення Петракіївського НВК «школа-ліцей» навчався в Хорольському міжрегіональному центрі, де здобув спеціальність кухаря. Працював будівельником у будівельній компанії ТОВ «Будтехіндустрія Інвест». В останні роки вахтовим методом працював у Києві. З початком повномасштабного російського вторгнення в Україну мобілізований та перебував на передовій у складі 81-ої окремої аеромобільної бригади десантно-штурмових військ ЗСУ. Дмитро Рябич обіймав військову посаду стрільця-санітара першого десантно-штурмового взводу. Загинув під час масованого обстрілу села Малинівки поблизу міста Гуляйполя Запорізької області 6 травня 2022 року. Чин прощання із Дмитром Рябичем та полеглими бойовими побратимами старшим солдатом Євгенієм Горенком, солдатами Юрій Гапулою, Сергієм Коротченком та Микитою Луговим, а також старшим солдатом Євгеном Цукановим та солдатом Олександром Шинкаренком відбувся 10 травня 2022 року біля Свято-Успенського кафедрального собору Полтави, а наступного дня в Хоролі. Поховали загиблого 11 травня 2022 року в рідному селі Куторжиха Хорольської міської громади.

## Родина
У загиблого залишилися дружина Альона Сергіївна, син Денис, донька Валерія та мама Олена Олександрівна.

## Нагороди
- Орден «За мужність» III ступеня (2022, посмертно) — за особисту мужність і самовіддані дії, виявлені у захисті державного суверенітету та територіальної цілісності України, вірність військовій присязі[7].